# Hrvatska pod Habsburgovcima
Iako već od kraja 14. stoljeća počinju sebi pripajati neke dijelove hrvatskih zemalja (1374. Istru, 1466. Rijeku, a 1438. hrvatsku krunu prvi puta nosi jedan Habsburgovac, Albert II. te potom njegov sin, Ladislav V.) plemstvo u Hrvatskoj 1. siječnja 1527. bira za kralja Ferdinanda Habsburškog, a ono u Slavoniji 6. siječnja 1527. odlučuje se za Ivana Zapolju. Hrvatsko plemstvo, umjesto da se zajednički bori protiv turske opasnosti, međusobno se razračunava u građanskom ratu.
Od osvojenih područja Turci osnivaju Kliški, Požeški, Začasni (Čazmanski), te Lički (Krčki) sandžak koji 1580. ulaze u sastav Bosanskoga pašaluka.
Godine 1573. »ostatke ostataka« Hrvatske zahvatila je velika seljačka buna. Nakon poraza Turaka kod Siska 1593. počinje postupno oslobađanje Hrvatske, ali to ne isključuje duboke razlike između dvora i hrvatskih velikaša zbog kojih 30. travnja 1671. stradavaju Petar Zrinski i Fran Krsto Frankapan. Politika Marije Terezije i Josipa II. dovodi Hrvatsku u 18. stoljeću u upravnu ovisnost o Ugarskoj.
Kratko vrijeme, tijekom Napoleonskih ratova, Istra, Dalmacija, Dubrovačka Republika i Boka kotorska bili su u sastavu Ilirskih pokrajina – pod vlašću Napoleonove Francuske – a nakon 1813. pripali su Austrijskom Carstvu.
Otpor mađarizaciji hrvatsko plemstvo u 19. stoljeću započinje borbom za jezik (Ilirski pokret), koji je 1848. rezultirao Narodnim zahtjevima. U revoluciji 1848. hrvatski ban Josip Jelačić stao je na stranu bečkog dvora, ali i u obranu hrvatskih interesa. Nakon pada Bachova apsolutizma, Hrvatska 1868. uređuje svoj odnos s Ugarskom (Hrvatsko-ugarska nagodba), a pojavom raznih političkih stranaka dolaze do izražaja razlike i proturječja hrvatskog društva.
Početkom 20. stoljeća jača utjecaj političara koji zagovaraju politiku novoga kursa. Hrvatski sabor 29. listopada 1918. proglašava odcjepljenje od Austro-Ugarske, poražene u Prvom svjetskom ratu, a 1. prosinca 1918. Hrvatska stupa u Kraljevstvo SHS.

## Izbor Habsburgovaca za hrvatske kraljeve (1527.)
Budući da je kod Mohača poginuo i posljednji Jagelović, Ludovik II., kralj Ugarske i Hrvatske, a da je Habsburgovcima već prije bila obećana ta kruna, i da su oni bila jedina realna snaga koja je mogla kako-tako organizirati obranu, prirodno je bilo da ih Hrvati izaberu za svoje vladare. Osim toga, Habsburgovci su već i prije pomagali u obrani Hrvatske jer bi preko nje bio otvoren put prema osvajanju austrijskih nasljednih zemalja (Štajerske, Kranjske, Koruške).
Zbog svega toga Hrvati na Cetinu 1527. slobodnom voljom, i nezavisno od Ugarske, biraju za svoga kralja Ferdinanda I. Habsburgovca, ali pod uvjetom da pomogne obranu Hrvatske i poštuje sve njene stare pravice i slobodu. Na taj način potvrđuju elemente svoje državnosti i status slobodnog kraljevstva. 
Međutim, dio slavonskog plemstva bira, kao i dio ugarskog plemstva, za svoga kralja erdeljskog (transilvanijskog) vojvodu Ivana Zapolju. Zbog toga izbija građanski rat koji će potrajati sve do Zapoljine smrti 1540. godine.
U međuvremenu dok se hrvatsko plemstvo međusobno sukobilo u građanskom ratu, Osmanlije iz Bosne su stalno napadale i 1528. zauzele Jajce kao prvu crtu obrane Hrvatske, a 1532. kreće glavnina vojske prema Beču. Zaustavio ih je kod Kisega u zapadnoj Ugarskoj Hrvat Nikola Jurišić.
Godine 1536. pada Požega, glavni stup obrane Slavonije, a iduće godine i Klis, dotad neosvojiva tvrđava u obrani južne Hrvatske, Dalmacije. Okončanjem građanskog rata i izborom Ferdinanda za kralja, Hrvatska i Slavonija ulaze u novu državnu zajednicu u sklopu koje će ostati gotovo puna četiri stoljeća.

## Između osmanske agresije i mletačke okupacije
Hrvati su u Habsburškoj Monarhiji sačuvali svoju samoupravu, tj. Sabor kao predstavnika državno-pravne individualnosti hrvatskoga kraljevstva, bana na čelu vlade, ali su u stalnim ratovima izgubili veliki dio svoga povijesnog, nacionalnog teritorija, osobito u istočnoj Slavoniji i Podunavlju, južnu Dalmaciju, Liku, Krbavu i svoje bivše prijestolnice npr. Knin. Venecija je zaposjela gradove Split, Zadar, Šibenik i druge pa je slobodan bio samo Dubrovnik, ali je i on 1526. morao priznati osmanlijsku vrhovnu vlast i plaćati godišnji danak. Hrvatska je tada, skupa s Ugarskom, bila predstraža, branič srednje Europe, a jedan dio njenog teritorija na granici bio je izuzet iz banske vlasti i od njega je uređen obrambeni pojas prema okupiranoj Bosni, nazvan Vojnom krajinom, pod izravnom vojničkom upravom Graza i Beča.
Na stotine tisuća Hrvata odveli su Turci i prodali kao roblje na Istoku. Isto tako je velik broj Hrvata pobjegao u austrijske zemlje: u Ugarsku, Italiju, Češku pa i danas tamo žive njihovi ostatci kao gradišćanski, mađarski, slovački, moravski, rumunjski i talijanski (Molise) Hrvati. Na njihova ognjišta su najprije Osmanlije, a zatim generali Vojne krajine, naselili na tisuće neslavenskih Vlaha-stočara i mali broj Srba. Tako je Hrvatska izgubila i dijelove teritorija i više od polovice svog stanovništva. Bivši dijelovi hrvatskog teritorija pripadali su tada trima velesilama toga doba, habsburškoj Austriji, zatim dio koji su zauzeli Osmanlije, i obalni pojas na kom su gospodarili Mlečani. Dakle, hrvatski državni teritorij bio je pod upravom Carigrada, Venecije i Beča, koji je putem svojih generala upravljao Vojnom krajinom, ali je Hrvatskoj ipak priznavao status kraljevine.

## Nastavak Stogodišnjeg rata – Opsada Sigeta (1566.)
Habsburgovci su skupili veliku vojsku i 1537. nastojali osloboditi Slavoniju, ali je njihov vojskovođa Ivan Katzianer teško potučen kod Gorjana. Osmanlije nastavljaju prodore i do 1552. osvajaju Moslavinu, Viroviticu, Čazmu i dolaze do najzapadnije točke, do rijeke Česme. Tu se granica stabilizirala. Hrvati podižu za obranu utvrdu Sisak, a na moru se u Senju utvrđuju uskoci koji su napustili Klis.
Godine 1556. su Osmanlije zauzeli Kostajnicu, nazvanu »vratima Hrvatske«. Hrvatska u idućih dva desetljeća gubi Banovinu i umjesto Une posljednja crta obrane prelazi na Kupu gdje dominira utvrda Sisak. Upravo u doba najveće ugroze hrvatskog prostora prevladana je stoljetna razdvojenost hrvatskih zemalja. Godine 1558. sjedinili su se sabori Hrvatske i Slavonije u zajedničko tijelo »staleža i redova«, a razdioba na dvije upravno odijeljene banovine zauvijek je nestala.
U tim protuturskim ratovima svu težinu borbe nosili su hrvatski plemići i velikaši, poglavito Zrinski, Frankopani, Erdődyji i drugi. Oni su svojom upornošću i junaštvom često iznenađivali i tursku i austrijsku stranu i postizali zapažene pobjede koje su davale snagu za nove borbe. Junački otpor Nikole Šubića Zrinskog u Sigetu (u Ugarskoj) kada je 1566. zadržao i iscrpio golemu osmanlijsku silu i spasio Beč, zadivio je tadašnju Europu zbog čega je dobio laskavi naziv »hrvatskog Leonide«, a danas ga i Hrvati i Mađari smatraju svojim nacionalnim junakom.

## Ostaci ostataka i slom Osmanlija kod Siska (1593.)
Pored ratnih djelovanja protiv Osmanlija, posljedično se dešavao i proces osiromašenja hrvatskog seljaštva koje je, uz nemale ratne obaveze bilo prisiljeno plaćati i feudalne namete prema plemićkom gospodaru i Crkvi. Najpoznatija seljačka pobuna protiv takvih, nasilno uvedenih obveza, ali i surove politike vlastelina, zbila se na susedgradsko-stubičkom vlastelinstvu Franje Tahija. 
Buna predvođena Matijom Gupcem, izbila je 1573. i zahvatila i susjedna vlastelinstva i susjedne slovenske krajeve, a ugušena je u bitki kraj Stubičkih Toplica 9. veljače iste godine.
Bosanski sandžak-beg Ferhad paša počeo je s osvajanjem krajeva između Une i Kupe i u porječju rijeke Gline. Pobijedio je kod Budačkog 1575. pa 1577. zauzeo hrvatske gradove - utvrde: Kladušu, Ostrožac i Zrin, a odmah zatim i Gvozdansko. To je upravo onaj prostor koji se najviše usjekao u središnju Hrvatsku u smjeru Karlovca koji je za obranu odmah zatim podignut. U hrvatskim rukama ostao je u pozadini još samo Bihać s okolicom.
Kad je 1580. Bosna postala pašalukom, Osmanlije se nastoje proširiti i dalje na hrvatsko tlo. To je pokušao islamizirani Hasan-paša Predojević, koji je odlučio zauzeti Sisak. Najprije je osvojio Bihać, a zatim podigao na Kupi novu Petrinju, da bi zaobišao Sisak. Preostalih 16.800 km2 teritorija nazvano je »ostacima ostataka nekad slavnog hrvatskog kraljevstva« (reliquiae reliquiarum olim inclyti regni Croatiae). Ipak, od 1584. je i hrvatska vojska dobila nekoliko bitaka i najavila kraj osmanlijske osvajačke plime. 
Predojević nije uspio uzeti Sisak ni 1592., ni 1593., nego je, naprotiv, doživio sa svojom velikom vojskom katastrofalan poraz na ušću Kupe u Savu, na »sisačkom otoku«. Bila je to dotad najveća pobjeda kršćanske vojske i »godina propasti« za Osmanlije, poglavito islamizirane Bošnjane, a najveći uspjeh hrvatskog bana Tome Erdődyja koga je slavila čitava katolička Europa. Sisak je tada spasio srednju Hrvatsku, poglavito Zagreb od osvajanja i presijecanja njena teritorija.

## Nastanak Hrvatsko-slavonske Vojne krajine (16. stoljeće)
Za obranu Hrvatske i Slavonije od stalnih osmanlijskih upada ustrojene su kapetanije u Senju, Ogulinu, Bihaću, Hrastovici, Žumberku, Ivaniću, Križevcima i Koprivnici i tako je pokriveno područje od mora do Drave. Dok su Hrvati za obranu utvrdili Sisak, Habsburgovci su za tu svrhu izgradili Karlovac (1579.). Sve kapetanije u Hrvatskoj uskoro su se uredile kao Karlovačka ili Hrvatska krajina, a u Slavoniji kao Varaždinska krajina. Njihovu upravu i financiranje preuzeli su izravno Habsburgovci, a njihovi generali su upravljali njima iz Graza, a kasnije iz Beča. Bio je to čitav niz, pravi sustav vojničkih utvrda, stražarnica (čardaka) koje su imale obrambenu, ali i dojavnu službu. Isto je uređeno i u južnoj Ugarskoj i Erdelju.
Između Hrvatske i Slavonske krajine, u Pokuplju, ostavljen je pojas utvrda pod izravnom vlašću hrvatskog bana pa je stoga nazvan Banskom krajinom ili danas Banovinom. Kasnije su tu postojale pukovnije ili regimente Glina i Petrinja. Osnovni problem Vojne krajine bilo je financiranje, naoružavanje, ali i naseljavanje pustih područja. Budući da je vojničko-krajiška uprava ta područja izuzela, točnije otela iz vlasti hrvatskog Sabora i bana, ona je od kraja 16. i tijekom 17. stoljeća tu naselila Vlahe s osmanlijskih područja kojima je, da bi osigurala njihovu lojalnost, morala dati neke nove ili zadržati stare privilegije, npr. 1630. tzv. Vlaški zakon za Varaždinsku krajinu. Vlasi, koji su bili nomadi, grkoistočne vjere, često su se bunili, a austrijska ih je uprava koristila i za pritisak na Hrvate koji su nastojali sačuvati svoja staleška prava. Budući pokušaji s prelaskom Vlaha na grkokatoličku vjeru nisu uspjeli (unija), te da se oni nisu uklopili u hrvatsko društvo, ostali su, "strano tijelo" na području hrvatske države.

## Urota i smaknuće Zrinskog i Frankopana (1671.)
Poslije turskog poraza pod Siskom nastavljen je dugogodišnji rat između Habsburgovaca i Osmanlija u kome su djelatno sudjelovali i Hrvati pod svojim banovima. Prvi put su kršćanske snage održale ravnotežu, izborile nekoliko pobjeda, a Žitvanskim mirom 1606. Hrvatskoj su vraćeni Čazma, Petrinja i Moslavina. Počelo je povlačenje Bošnjana i regresija osmanlijskih napadaja. Bio je to, ujedno, znak Vlasima, koji su dotada masovno sudjelovali u njihovim pohodima, da napuste stranu koja je počela gubiti i počnu brojnije seliti na kršćansku, habsburšku stranu, na hrvatski povijesni prostor.
Zatišje na istočnoj granici iskoristili su Habsburgovci za ratove u Europi gdje su morali sudjelovati hrvatski plemići, vojnici i krajišnici, u Tridesetogodišnjem ratu od 1618. do 1648. godine. Tu su se istaknuli posebice braća Zrinski, tada najmoćniji hrvatski velikaši i hrvatski banovi. Oni su međutim, kao i čitava Hrvatska, zahtijevali ofenzivu na istoku i vraćanje još uvijek okupiranih hrvatskih prostora, poglavito poslije poraza Osmanlija kod sv. Monoštera (Gotharda) 1664. Tada su Habsburgovci, kao pobjednici, sklopili s Osmanlijama mir u Vašvaru koji je bio izrazito nepovoljan za hrvatsku stranu što bio je to povod braći Zrinskima da se povežu s ugarskim velikašima i pruže otpor Habsburgovacima. Zato su zatražili pomoć od Francuske, Poljske, Venecije, Turske, ali su bili iznevjereni, proglašeni uskoro i zavjerenicima, a 1671. su ban Petar Zrinski i knez Fran Krsto Frankopan, koji su na vladarev poziv došli u Beč, smaknuti u Bečkom Novom Mjestu (Wiener Neustadt) kao veleizdajnici, a njihova golema imanja su opljačkana i zaplijenjena. Bio je to slom glasovitih hrvatskih velikaša, ujedno i kraj njihova roda. 

## Oživjela Hrvatska i mir u Srijemskim Karlovcima (1699.)
Osmanlije su posljednji put 1683. skupile golemu vojsku i opkolile Beč, ali su ga ovaj put spasili Poljaci. Turska vojska se povlačila u neredu, a za njom su nastupili Austrijanci, Mađari, Hrvati i drugi. Počeo je veliki rat za oslobođenje u kojem je sudjelovao čitav hrvatski narod pa je u idućih 15 godina oslobođena čitava Slavonija, Banovina, Lika, Gacka i Krbava. Pojedini su vojskovođe izveli prodore do Sarajeva u Bosni, te čak do Skopja, ali su se morali povući zbog francuskih napada u pozadini na habsburške posjede u Njemačkoj. Unutar bivših osmanlijskih posjeda buknuli su ustanci pokorenih naroda, brojnih hajdučkih družina, a izvana je napredovala hrvatska i carska vojska.
U tim borbama istaknuli su se u Slavoniji franjevac Luka Ibrišimović i u Lici svećenik Marko Mesić. Oni su vodili ne samo ustanak, nego okupljali i naseljavali narod na oslobođena područja. Prema prvom povoljnom, zapravo pobjedničkom, miru u Srijemskim Karlovcima 1699. oslobođena je čitava Ugarska. Hrvatska vojska je vratila okupirani dio Slavonije i Srijema, kao i prije spomenuti banovinsko-lički prostor. Hrvatska, koja je osmanlijskim osvajanjima privremeno izgubila četiri petine svoga povijesnog teritorija povećala se tada za više nego dvostruko i imala oko 40.000 km2. Istodobno su brojni muslimani i islamizirani katolici kao i grkoistočni Vlasi pobjegli u Bosnu i Hercegovinu, a otud je više desetaka tisuća katolika-Hrvata, tzv. Šokaca prešlo Savu i naselilo se u Slavoniji i Podunavlju. Usprkos tome što je Venecija kao sudionik rata uspjela proširiti posjede na štetu hrvatskih povijesno-etničkih teritorija u Dalmaciji, ipak se prihvatilo mišljenje sudionika zbivanja Pavla Rittera Vitezovića kako je to bila "oživjela Hrvatska" (Croatia rediviva).

## Pragmatička sankcija (1712.), prosvijećeni apsolutizam
Budući da Karlo VI. Habsburški nije imao muškog potomka postojala je mogućnost podjele njegove države. U želji da to spriječi, nastojao je osigurati prijestolje svojoj kćeri Mariji Tereziji. U tome je Habsburškoj dinastiji pomogao Hrvatski sabor, koji je donio akt nazvan Pragmatičkom sankcijom kojom, nezavisno od Ugarske, priznaje žensku lozu na prijestolju. Tim činom su Hrvati, kao i 1102. i 1527. istupili samostalno kao kraljevstvo i svojom voljom izabrali vladara. Tome se protivila Ugarska smatrajući da to mogu samo oni učiniti i u ime Hrvata. Međutim, ipak su 1715. morali priznati kako se Ugarski sabor ne može miješati u poslove Hrvatskog sabora.
Marija Terezija je vodila austrijski nasljedni rat protiv Pruske u kojem su se istaknuli Hrvati pod vodstvom baruna Franje Trenka, a zatim i Sedmogodišnji rat. U oba rata sudjelovali su hrvatski krajišnici. Kako bi izvukla iz Vojne krajine što više vojnika, Marija Terezija je tijekom nasljednog rata (1746.) dala reformirati hrvatsko-slavonsku Vojnu granicu (krajinu) i preustrojila ih na pukovnije i satnije. Morala je po povijesnom pravu vratiti od Osmanlija oslobođenu Slavoniju pod vlast Hrvatskog sabora i bana (1745.) i obnoviti starodrevni hrvatski županijski sustav.
U unutarnjoj politici Marija Terezija je nastojala provesti mjere tzv. prosvijećenog apsolutizma, ali je provodila i nasilnu centralizaciju, nije sazivala hrvatski niti ugarski sabor i upravljala je, kao i njezin sin Josip II., patentima ili privremenim naredbama. Iako je učinila mnogo na području školstva, gospodarstva, pa i uvela urbare putem kojih se uređuju i olakšavaju kmetske feudalne obveze ipak Hrvatski sabor nije prihvaćao habsburšku centralizaciju i germanizaciju, pogotovo u doba njena sina Josipa II. (1780. – 1790.).

## Povezivanje s Kraljevinom Ugarskom (1790.)
Poslije desetogodišnje centralizacije, germanizacije i apsolutizma Josipa II. koji je nastojao stvoriti europsku i njemačku Austriju i negirati sva staleška prava i Hrvatske i Ugarske, odlučili su Hrvati na svom saboru da se što čvršće povežu s Ugarima i tako zajednički pruže otpor tim nastojanjima iz Beča. Posljedica toga je zajednička vlada na koju su Hrvati prenijeli dio svojih prava sve dok se ne oslobode i od Osmanlija i Venecije te tako ujedine sve hrvatske zemlje (1790.). Bio je to privremeni potez koga su u Ugarskoj iskoristili i htjeli uskoro Hrvatskoj nametnuti svoj jezik, zakone i upravu. Otada počinje politička borba Hrvata na dvije strane: protiv mađarskog hegemonizma i austrijskog centralizma i germanizacije. Hrvatski se narod našao u tjesnacu između Beča i Pešte i tako će uglavnom biti sve do sloma austrijske carevine (od 1867. Austro-Ugarske Monarhije) 1918. godine.

### Propast Venecije (1797.) i Dubrovnika (1806.)
Poslije Francuske revolucije počeli su Napoleonski ratovi, koji su zahvatili i Hrvatsku. U njima je 1797. pala Mletačka Republika, a njene posjede na istočnoj obali Jadranskog mora uzela je Austrija, pa su se tako pod vlašću iste krune ujedinile Hrvatska i Slavonija s Dalmacijom. Francuzi su te krajeve 1805. oteli od Austrije, a 1809. su u novom ratu zaposjeli još i Hrvatsku južno od Save i tu stvorili tzv. Ilirske provincije koje su postojale do 1813. godine. 
Napoleonova vojska ušla je 1806. u Dubrovnik da bi ga zaštitila od pljačke Rusa i Crnogoraca, a 1808. proglasila da je Dubrovačka Republika prestala postojati. Iza poraza Napoleona svi su ti krajevi, skupa s Bokom kotorskom ušli u sastav Austrije pa su se tako gotovo sve hrvatske zemlje našle u sastavu iste – habsburške krune.

### Hrvatski narodni preporod (1830. – 1848.)
Pod utjecajem slabljenja feudalnog društva poslije Francuske revolucije, ali i zbog pritisaka germanizacije i mađarizacije te unutarnjeg razvoja, bogate kulture i državnopravne tradicije, Hrvati su od 1830. do 1848. ubrzali svoj narodni preporod. Zahvaljujući nastojanjima Ljudevita Gaja, a osobito Janka Draškovića, te predradnjama zagrebačkog biskupa Maksimilijana Vrhovca, Hrvati su normirali svoj književni jezik i pismo, pokrenuli novine, moderne časopise, ustrojili nacionalne ustanove, odbacili službeni latinski, nisu prihvatili nametani njemački i mađarski jezik i od 1847. uzeli u službenu uporabu samo svoj – hrvatski jezik. Na taj način su okupili oko Zagreba sve hrvatske zemlje, utjecali na preporod Hrvata u Dalmaciji, Istri, Bosni i Hercegovini i Bačkoj. Slovenci su djelomice prihvatili ideje ilirskog pokreta, ali su Srbi odbacili neutralno ilirsko ime i istupali samo pod srpskim imenom i idejom o stvaranju samostalne Srbije, a uskoro i tzv. Velike Srbije na račun Bosne, Hercegovine, Hrvatske, Bugarske, Makedonije i Albanije.

## Ban Jelačić i sukob s Mađarima (1848.)
Revolucija 1848. zahvatila je i Habsburšku Monarhiju, posebice Beč, Ugarsku i Hrvatsku. Hrvatski narod je donio svoja »Zahtijevanja«, zapravo politički program, a za bana je postavljen pukovnik Josip Jelačić. On je prekinuo sve odnose s Ugarskom, poglavito odbacio onu odluku o zajedničkoj vladi iz 1790., ukinuo kmetstvo i ustrojio samostalnu hrvatsku vladu. Na prijetnje iz Mađarske počeo se spremati za obranu zemlje. Budući da je Jelačić bio hrvatski ban, krajiški zapovjednik, a kako je imenovan za guvernera Rijeke i Dalmacije, oko njega se okupila čitava Hrvatska.
U Ugarskoj je izbila revolucija koja nije priznavala ni jedan drugi narod osim Mađara, a oružjem su zaprijetili Hrvatima pa je to dovelo i do zbližavanja Hrvata i Srba u južnoj Ugarskoj (Bačkoj). Uskoro je izbio pravi rat između Hrvata i Mađara, ali tek nakon neuspješnih pregovora i uz suglasnost bečkog dvora. Jelačić je s hrvatskom vojskom prešao Dravu, vratio hrvatsko Međimurje, a potom stupio na ugarsko tlo, ali je poslije nekoliko bitaka morao ratovati i za obranu dvora i Austrije.
Kada je uz pomoć Rusa slomljena mađarska revolucija, novi vladar Franjo Josip I. je proglasio apsolutizam koji je nametnut svim austrijskim nasljednim zemljama, ali i Hrvatima koji su pomagali Habsburgovcima kao i Mađarima koji su digli revoluciju. Za postojanja apsolutizma Jelačić je i dalje ostao banom i nastojao koliko je bilo moguće pomoći Hrvatskoj na gospodarskom području i odvajanju hrvatske katoličke biskupije od ugarske crkvene uprave. Zagreb tada postaje jedinstveni grad i kao nadbiskupsko sjedište postaje glavni grad i integracijsko središte svih Hrvata.

## Hrvatsko-ugarska nagodba (1868.) i Trojednica
Poslije poraza Austrije 1859. u Italiji, vladar je morao ukinuti apsolutizam, vratiti ustavno stanje, a unutar Monarhije sve se više raspravljalo o centralizmu ili federalizmu. Godine 1861. sazvan je Hrvatski sabor koji je zahtijevao sjedinjenje svih hrvatskih zemalja, tj. čitave Kraljevine Dalmacije, Hrvatske i Slavonije. Sabor je odbio ulazak u bečko Carevinsko vijeće, a time i moguću nagodbu s Austrijom i opet se približio Ugarskoj, ali pod uvjetom da priznaju teritorijalnu cjelokupnost i ravnopravnost Hrvatske. Tada se prvi put pojavljuju moderne političke stranke, prvi put je iznesena ideja o nezavisnoj hrvatskoj državi (Ante Starčević, Eugen Kvaternik). Isto tako su prvi put istupili i Srbi zahtijevajući podjelu državnog suvereniteta s Hrvatima, te svoje ime za jezik, svoje pismo, ćirilicu kao službeno i drugo.
Poslije novog poraza u ratu protiv Italije i Pruske 1866., Austrija se kao centralistička država morala ustrojiti kao dvojna monarhija: podijeliti na Austriju i Ugarsku, odnosno službeno Austro-Ugarsku. Budući da su Hrvati imali svoja stoljetna prava, državnopravnu individualnost i status kraljevine, morali su se Hrvati i Mađari 1868. posebno nagoditi. Tada je izdan poseban akt zvan Hrvatsko-ugarska nagodba, kojom se Hrvatima priznaje državnopravna posebnost i autonomni unutarnji poslovi (uprava, sudstvo, školstvo, vjerski poslovi) te posebni državni simboli i vojska (domobranstvo). Iako Hrvati nisu bili time zadovoljni, takav status u Austro-Ugarskoj nije imao ni jedan drugi narod (npr. Česi, Poljaci, Rumunji).

## Ujedinjenje Vojne krajine s Hrvatskom (1881.)
Iako Hrvatsko-ugarska nagodba nije bila sasvim povoljna poglavito na području gospodarstva, poreza i prometa, ipak je zemlja napredovala i modernizirala se u doba bana pučanina i reformatora Ivana Mažuranića (1873. – 1880.). U to doba je Austro-Ugarska dobila na Berlinskom kongresu protektorat u Bosni i Hercegovini (1878.) pa se tako čitav hrvatski narod našao u jednoj državi. Kada je 1881. ukinuta Vojna krajina ili granica, vraćeni su njeni dijelovi po povijesnom pravu matici zemlji Hrvatskoj čije je upravno, političko i kulturno središte bio Zagreb. Međutim, Dalmacija, Boka kotorska i Istra bile su i dalje u austrijskom dijelu Monarhije, a Rijekom kao lukom i Međimurjem upravljala je Ugarska, iako je Hrvatski sabor radio na ujedinjenju svih hrvatskih zemalja. Tako je ostalo sve do raspada Austro-Ugarske.
Sjedinjenjem Vojne krajine 1881. povećao se broj Srba u Hrvatskoj. To su bili potomci spomenutih Vlaha-stočara koji su za turske agresije naseljavani u hrvatskim zemljama, a tijekom 19. stoljeća su zbog iste grkoistočne vjere prihvatili srpsku nacionalnu pripadnost. Oni su zahtijevali podjelu suvereniteta s Hrvatima, te kulturnu i političku autonomiju. Jedan njihov dio, na poticaj iz Srbije, radio je na odvajanju bivših teritorija Vojne krajine i na njenom sjedinjenju s Kraljevinom Srbijom. 
Bio je to dobro poznati velikosrpski program u koji su oni osim dijelova Hrvatske uključivali Bosnu i Hercegovinu, Kneževinu Crnu Goru, Makedoniju itd. Ta politička i osvajačka nastojanja Srba i Srbije, nazvana i tzv. srpskim pitanjem, dugo su bila uzrokom nestabilnosti.

## U trokutu između Beča, Budimpešte i Beograda
Poslije hrvatskog narodnog preporoda nastaju u Hrvatskoj političke stranke od kojih je najjača Narodna stranka, koju vodi poznati biskup Josip Juraj Strossmayer. Ta stranka radi na prosvjetnom uzdizanju Hrvatske i okupljanju svih Južnih Slavena oko Zagreba na temelju tzv. južnoslavenske ideje ili južnoslavenstva. Od 1861. postoji i Stranka prava, koja je za samostalnu hrvatsku državu i protiv nagodbe s Austrijom, Ugarskom ili Srbijom. U toj političkoj borbi u trokutu između Beča, Budimpešte i Beograda i nastojanju oko ujedinjenja svih hrvatskih zemalja u Hrvatskoj je jačala južnoslavenska ideja, koja je bila usmjerena na izlazak iz Austro-Ugarske i formiranje zajedničke države Južnih Slavena.
Konac 19. i početak 20. st. u Hrvatskoj je protekao u protumađarskim istupima hrvatske oporbe, poput 1883. kad su u Zagrebu zbačeni nezakoniti mađarski grbovi i natpisi, a zatim je čitavu srednju Hrvatsku zahvatio protumađarski narodni pokret, koji je ugušila vojska. Godine 1895. zagrebački su studenti spalili mađarsku trobojnicu kao simbol mađarizacije. To su ponovili 1903. i hrvatski seljaci kad je izbio drugi protumađarski narodni pokret i odstupio ban mađarizator grof Khuen-Héderváry. Budući da su lokalni Srbi u Zagrebu u svom glasilu »Srbobran« objavili pamflet u kome su navijestili Hrvatima rat do uništenja, izbile su u Zagrebu 1902. i prve protusrpske demonstracije.

## Politika novog kursa prema Beogradu (1903.)
| Ante Trumbić |  | Ante Trumbić |
| Ante Trumbić |  | Frano Supilo |

Drugi i narodni pokret 1903. godine aktualizirao je neriješeno hrvatsko pitanje u dvojnoj Austro-Ugarskoj. Njega su podržavali Hrvati iz Dalmacije i Istre koji su bili u sastavu Austrije, a priključili su im se Slovenci i drugi slavenski narodi u Monarhiji. U toj akciji potpore Hrvatskoj istaknuli su se hrvatski političari iz Dalmacije, poglavito Frano Supilo i Ante Trumbić. Oni su 1905. pokrenuli tzv. politiku »novog kursa«, koja je predviđala okupljanje svih oporbenih stranaka, kako Srba u Hrvatskoj i Dalmaciji, tako i Mađara u Ugarskoj i Talijana u Monarhiji. Potkraj 1905. sastali su se u Rijeci hrvatski oporbeni političari i objavili Riječku rezoluciju, a odmah zatim i srpski političari objavljuju u Zadru svoju Zadarsku rezoluciju. Oni podržavaju politiku »novog kursa«, ali zahtijevaju priznanje Srba kao konstitutivnog naroda. 
Odmah zatim oblikuje se Hrvatsko-srpska koalicija, koja dobiva većinu na izborima (1906.). Najuglednija ličnost Koalicije bio je Hrvat Frano Supilo, ali njega vještom i lukavom politikom potiskuje hrvatski Srbin Svetozar Pribićević, koji radi u suradnji sa srbijanskom vladom u Beogradu i usmjerava Koaliciju prema zajedničkoj državi sa Srbijom.

## Hrvatska u Prvom svjetskom ratu (1914. – 1918.)
Srbija je izašla kao pobjednica u Balkanskim ratovima (1912. – 1913.), znatno proširila svoj teritorij i odmah nakon obračuna s Turskom i Bugarskom planirala Sarajevski atentat, koji je bio povod I. svjetskom ratu 1914. godine. Srbija je u početku uspješno ratovala uzduž Drine, a onda je 1915. okupirana i morala se s vojskom povući skupa s Crnom Gorom na otok Krf i u Grčku odakle je 1917. sa zapadnim saveznicima krenula u proboj solunskog bojišta, zatim oslobađanje svog teritorija i osvajanje (gotovo bez otpora) Bosne i Hercegovine, dijelova Hrvatske i Austro-Ugarske.
Većina oporbenih političara sa Supilom i Trumbićem na čelu pobjegla je 1914. u Italiju, Francusku, Englesku i ustrojila tzv. Jugoslavenski odbor za oslobađanje Južnih Slavena u Austro-Ugarskoj i za suradnju sa Srbijom. Zbog zastupanja federalizma u novoj državi napustio je Odbor Supilo i uskoro umro. Srbijanski predsjednik vlade Nikola Pašić želio je stvoriti proširenu, zapravo Veliku Srbiju i centralističku monarhiju. Trumbić je bio popustljiv u nadi da će se najprije stvoriti nova država, a zatim odrediti njeno unutarnje uređenje.
Austro-Ugarska sastavljena od brojnih naroda raspala se poslije izgubljenog rata 1918. na sastavne dijelove. Italija, pobjednica u ratu, imala je tajni Londonski sporazum iz 1915. koji joj daje pravo na dijelove hrvatske jadranske obale. Zato je trebalo nešto brzo poduzeti da se onemoguće osvajački apetiti Italije, ali i Srbije.

## Vanjske poveznice
- Ante Vranković: Ivan Komersteiner - Ikonograf čudesno obnovljenog Hrvatskog Kraljevstva, Hrvatsko slovo, br. 1099, 13. 5. 2016., str. 28 i br. 1100, 20. 5. 2016., str. 28-29